# Rolando Rivi
Roland Rivi właśc. Rolando Maria Rivi (ur. 7 stycznia 1931 w Castellarano, zm. 13 kwietnia 1945 w Monchio) – włoski błogosławiony Kościoła katolickiego.

## Życiorys
Rolando Rivi urodził się 7 stycznia 1931 roku. Był drugim z trzech synów Roberta Rivi i Albertiny Canovi. Jesienią 1942 roku wstąpił do niższego seminarium duchownego w Marola, a w 1944 roku po okupacji niemieckiej został zmuszony do powrotu do domu. 10 kwietnia 1945 roku został porwany przez komunistycznych partyzantów, którzy przez 3 dni torturowali go, po czym został zastrzelony. Po wyzwoleniu 29 maja 1945 roku jego ciało zostało przeniesione i pochowane na cmentarzu św. Walentego. 26 czerwca 1997 roku dokonano ekshumacji jego ciała i pochowano w kościele San Valentino.

### Proces beatyfikacyjny
27 marca 2013 roku papież Franciszek podpisał dekret o heroiczności cnót. Uroczysta beatyfikacja nastąpiła 5 października 2013. Tego dnia w Modenie, prefekt Kongregacji Spraw Kanonizacyjnych, kardynał Angelo Amato, w imieniu papieża Franciszka, ogłosił Riviego błogosławionym.